# نوح الرحمان
محمد نوح بن الرحمان (ولد في 2 أغسطس 1980) هو لاعب كرة قدم سنغافوري معتزل كان يلعب كمدافع.

## روابط خارجية
- نوح الرحمان على موقع الاتحاد الدولي (مؤرشف)  (الإنجليزية)
- نوح الرحمان على موقع قاعدة بيانات كرة القدم.إي يو (الإنجليزية)
- نوح الرحمان على موقع ناشيونال فوتبول تيمز (الإنجليزية)
- نوح الرحمان على موقع Soccerway.com (الإنجليزية)